# Тіса Шак'я
Тіса Шак'я (4 лютого 2003) — непальська плавчиня. Учасниця Чемпіонату світу з водних видів спорту 2017, де в попередніх запливах на дистанції 100 метрів брасом посіла 52-ге місце і не потрапила до півфіналів.